# Стреличанский сельсовет
Стреличанский сельский совет (укр. Стріличанська сільська рада) — упраздненная административно-территориальная единица и орган местного самоуправления в Сумском районе Сумского округа и Сумской области Украинской ССР с административным центром в селе Елисеевков (Елисеенков).

## Население
Согласно переписи населения СССР, по состоянию на 17 декабря 1926 года численность населения сельсовета составляла 1 778 человек, из них мужчин — 878, женщин — 900, преобладающая национальность — украинцы. Количество домохозяйств — 372, среди них некрестьянского типа — 39.

## История и административное устройство
В 1928 году сельский совет входил в состав Сумского района Сумского округа, ему подчинялись хутора Белинский (81 житель, 19 дворов), Бровков (Бедаров, 157 жителей, 31 двор, 2 версты от центра сельсовета), Бульбовщина (Турков, 15 двор и 3 версты от сельсовета), Елисеенков (Стреличный, 247 жителей, 42 двора), Любачев (Костюковский, 244 жителя, 48 дворов, 1 верста от сельсовета), Ополонский (Степановский, 271 человек, 53 двора, 1,5 сельсовета), Пашков (41 житель, 7 дворов, 1,5 версты от сельсовета), Росоховатый (84 человека, 16 дворов, 3 версты от сельсовета), Шапошников (239 жителей, 51 двор, 3 версты от сельсовета), деревня Москалевщина ( 170 жителей, 36 дворов, 2 версты) и Опытная станция (85 жителей, 38 дворов, 2 версты от сельсовета).
По состоянию на 1 сентября 1946 сельсовет входил в состав Сумского района Сумской области, на учете в совете состояли с. Елисеевков, хутора Бульбовщина, Волжин, Любачев, Москалевщина, Нагорный, Никонцев, Шапошников и Опытная станция.